# 瓦图瓦维大区
瓦图瓦维大区是馬達加斯加的23個大區之一，位於該國東部。是原瓦图瓦维-菲图维纳尼大区的一部分，于2021年8月11日拆分。

## 行政区划
瓦图瓦维大区下设3个区（县）：
- 马南扎里区
- 努西瓦里卡区
- 伊法纳迪亚纳区